# Mokopa
Mokopa ist eine Panzerabwehrlenkwaffe der Firma Denel. Das System wird auch ZT-6 Mokopa bezeichnet.
Bei der Mokopa handelt es sich um ein modulares Waffensystem, das verschiedene Sensoren und Sprengköpfe benutzen kann. Dabei kann die Rakete von Hubschraubern, Flugzeugen, Schiffen, Fahrzeugen und ortsfesten Stellungen gestartet werden.
Derzeit werden von Denel zwei Zielerfassungssensoren angeboten:
Einmal kann vom Startgerät oder einem anderen Ort aus ein Ziel mit einem Laser markiert werden. Der Zielsuchsensor nimmt dann den Laserstrahl auf und lenkt die Rakete ins Ziel.
Dabei kann der erste Teil des Weges auch zurückgelegt werden, ohne dass der Markierungspunkt für den Sensor sichtbar ist, wenn über einen entsprechenden Datenverbund (Datenfunk) die notwendigen Zielinformationen vom Markierungsgerät an das Startgerät übermittelt werden. Der Sensor wird als semi-aktiver Laser (SAL) bezeichnet.
Als zweites kann ein Infrarotsensor die Wärmesignatur eines Zieles erkennen und die Rakete dorthin lenken.
Als Sprengköpfe stehen solche mit hoher Eindringtiefe (für Schiffsziele), Splitterwirkung und natürlich mit panzerbrechender Wirkung zur Verfügung. Die Panzerabwehrrakete kann mit ihrer Tandemhohlladung und einer theoretischen Eindringtiefe von 1350 mm Panzerstahl RHA auch gegen schwere Kampfpanzer eingesetzt werden.
Die Mokopa-Rakete ist zylindrisch. In Höhe der vorderen Waffenaufhängung sind vier kleine, dreieckige Steuerflächen angebracht, deren nach außen weisende Spitzen abgeflacht sind. Am Heck der Waffe befinden sich ebenfalls vier Steuerflächen, die jedoch größer und zweigeteilt sind. Die Spitze ist je nach Sensorsystem unterschiedlich geformt. Konisch zulaufend und mit einem runden Abschluss bei der SAL-Version und nur mit einem runden Abschluss versehen bei der Infrarotvariante.
Der Angriffshubschrauber Rooivalk kann bis zu 16 Mokopa-Raketen starten.